# Votivni portret
Portret donatorja ali votivni portret je portret v večji sliki ali drugem delu, ki prikazuje osebo, ki je sliko naročila in plačala ali člana njegove družine ali (veliko redkeje) njegove družine. Portret donatorjev po navadi označuje portret ali portrete donatorjev kot del večjega dela, medtem ko se votivni portret pogosto nanaša na celotno umetniško delo, ki je namenjeno ex-voto, vključno z na primer Madono, še posebej, če je donator zelo viden. Umetnostni zgodovinarji izrazov ne uporabljajo zelo dosledno, kot poudarja Angela Marisol Roberts in se lahko uporabljajo tudi za manjše verske predmete, ki jih je verjetno naročnik zadržal namesto daroval cerkvi.
Portreti donatorjev so zelo pogosti v verskih umetniških delih, zlasti na slikah srednjega veka in renesanse, donator je po navadi prikazan klečeč na eni strani, v ospredju slike. Pogosto, celo pozno v renesansi, bodo portreti donatorjev, zlasti kadar so to celotne družine, v veliko manjšem merilu kot glavne figure, v nasprotju z linearno perspektivo. Do sredine 15. stoletja so se začeli prikazi donatorjev vključevati v glavno sceno kot opazovalci in celo udeleženci.

## Umestitev
Namen votivnih portretov je bil spomin na donatorja in njegovo družino, predvsem pa naprositi za molitev zanje po njihovi smrti. Darila cerkveni stavbi, oltarne slike ali večje površine vitrajev so pogosto spremljale oporoka ali pogoj, da se maše za donatorja večno izvajajo, portreti zadevnih oseb pa naj bi med njimi spodbujali molitve tudi v drugih časih. Prikazovanje portretov na javnem mestu je bilo tudi izraz družbenega statusa; portreti donatorjev, ki se v cerkvah prekrivajo z nagrobnimi spomeniki, je drugi glavni način doseganja teh ciljev, čeprav so imeli portreti donatorjev prednost, saj jih je donator videl prikazati v svojem življenju.
Poleg tega portreti donatorjev na zgodnjem nizozemskem slikarstvu kažejo, da je bil njihov dodatni namen služiti kot vzornik molivcu med njegovo čustveno meditacijo in molitvijo - ne zato, da bi ga posnemali kot idealne osebe, kot so naslikani svetniki, ampak da bi služil kot ogledalo da prejemnik razmišlja o sebi in svojem grešnem statusu, kar bi ga v najboljšem primeru vodilo k spoznavanju samega sebe in Boga. To je med molitvijo v skladu s pozno srednjeveškimi koncepti molitve, ki jih je v celoti razvila moderna pobožnost. Ta postopek se lahko še intenzivira, če je molivec, ki je donator, sam donator.
Če bi financirali celotno zgradbo, bi lahko na fasado ali drugje v stavbi vključili skulpturo zavetnika. Madona kanclerja Rolina Jana van Eycka je majhna slika, kjer si donator Nicolas Rolin slikarski prostor enakovredno deli z Madono in otrokom, vendar je Rolin dal velike vsote svoji župnijski cerkvi, kjer je bila slika obešena, ki jo predstavlja cerkev nad njegovimi v molitvi sklenjenimi rokami v krajini za njim.
Včasih so bili donatorji, tako kot v Gentskem oltarju, prikazani na zaprtem pogledu oltarne slike s premičnimi krili ali na obeh stranskih ploščah, kot v  Portinarijevem oltarju in zgoraj omenjenih Memlingovih ali le na eni strani, kot v  Mérodejevem oltarju. Če so na različnih straneh, so moški običajno levo za gledalca, ali desna znotraj prostora slike. V družinskih skupinah so figure običajno razdeljene po spolu. Najdejo se tudi skupine članov soočene, včasih s svojimi ženami. Pozneje so se lahko dodali še dodatni družinski člani, rojeni ali poročeni, smrt pa se lahko zabeleži z dodajanjem majhnih križcev, ki jih držijo v stisnjenih rokah.
Vsaj v severni Italiji, pa tudi velike oltarne slike in freske vodilnih mojstrov, ki pritegnejo večino umetnostnozgodovinske pozornosti, je obstajala številčnejša skupina majhnih fresk z enim svetnikom in donatorjem na stranskih stenah, ki bi lahko bile ponovno naslikali takoj, ko je število sveč, prižganih pred njimi, ali bo bogat donator potreboval prostor za velik fresko cikel, kot je prikazano v italijanski zgodbi iz 15. stoletja:
Potem ko je duhovnik obiskal mojstra in preučil, katere figure je treba pustiti in katere uničiti, je duhovnik opazil svetega Antona in rekel: »Ohrani tega«. Potem je našel figuro svetega Sana in rekel: »Tega se je treba znebiti, saj dokler sem tukaj duhovnik, še nikoli nisem videl, da bi kdo prižgal svečo pred njim, niti se meni ni kdaj zdelo koristno; zato, zidar, znebite se ga.«

## Zgodovina
Portreti donatorjev imajo neprekinjeno zgodovino od pozne antike, portret v rokopisu Dunajski diskuridi iz 6. stoletja pa morda odraža že dolgo uveljavljeno klasično tradicijo, tako kot veljajo avtorski portreti iz istega rokopisa. Slika v katakombah Komodila iz leta 528 prikazuje prestolonaslednico in otroka, ki jo obkrožata dva svetnika, s Turturo, donatorko, pred svetnikom na levi, ki drži roko na rami; zelo podobne kompozicije so nastajale tisočletje pozneje. Druga tradicija, ki je imela predkrščanski precedens, so bile kraljeve ali cesarske podobe, ki prikazujejo vladarja z religiozno figuro, po navadi Kristusa ali Devico Marijo v krščanskih zgledih, pri čemer so božje in kraljeve figure prikazane med seboj na nek način. Čeprav ni nič ohranjeno, obstajajo literarni dokazi o donatorskih portretih v majhnih kapelicah iz zgodnjekrščanskega obdobja , ki verjetno nadaljujejo tradicijo poganskih templjev.
Mozaične plošče iz 6. stoletja v baziliki San Vitale v Raveni cesarja Justinijana I. in carice Teodore z dvorjani niso takšne vrste, ki prikazujejo vladarja, ki je prejel božansko odobravanje, ampak vsak prikazuje enega izmed cesarskega para, ki samozavestno stoji s skupino spremljevalcev, ki gledajo v gledalca. Njihov obseg in sestava sta med veliko ohranjenimi. Tudi v Raveni je v baziliki Sant'Apollinare Nuovo majhen mozaik Justinijana, morda prvotno Teoderika Velikega. V zgodnjem srednjem veku skupina mozaičnih portretov v papeškem Rimu, ki so naročili gradnjo ali obnovo cerkva, ki jih vsebujejo, prikazuje stoječe figure, ki držijo modele stavbe, običajno med skupino svetnikov. Postopoma so te tradicije dosegle svojo socialno lestvico, zlasti v iluminiranih rokopisih, kjer so pogosto lastni portreti, saj so rokopise obdržale za uporabo osebe, ki so jih naročile. Na primer, kapela v Malsu na Južnem Tirolskem ima dve freski donatorjevih figur izpred leta 881, ena leži, druga pa je klerik s tonzuro, ki drži model stavbe. V naslednjih stoletjih so bili najpogosteje prikazani škofi, opati in drugi kleriki, razen kraljev, ki so jih v poznejših obdobjih še naprej predstavljali.
Donatorski portreti plemičev in bogatih gospodarstvenikov so postali pogosti v 15. stoletju, istočasno, ko je ta razred začel naročiti tabelne portrete - čeprav je morda v delih večjih cerkva, ohranjenih pred letom 1450, morda več portretov donatorjev kot tabelnih portretov. Zelo pogost nizozemski format iz sredine stoletja je bil majhen diptih z Madono in otrokom, običajno na levem krilu in donatorjem na desnem - donator je tukaj lastnik, saj so bili ti običajno namenjeni hranjenju pri osebi doma. V teh portretih lahko portretiranec moli  ali je bolj podoben povsem posvetnemu portretu. Wiltonov Diptih Richarda II. Angleškega je bil predhodnik teh. V nekaterih diptihih je bil portret prvotnega lastnika prebarvan s poznejšim.
Posebna konvencija pri iluminiranih rokopisih je bil 'predstavitveni portret', kjer se je rokopis začel s figuro, ki je pogosto klečala, rokopis pa je predstavila svojemu lastniku ali včasih lastnika, ki je knjigo naročil. Oseba, ki se predstavlja, je lahko dvorjan, ki daruje svojemu princu, vendar je pogosto avtor ali pisar, v katerih primerih prejemnik, ki je za rokopis dejansko plačal.

## Ikonografija naslikanih figur donatorjev
V srednjem veku so bile figure donatorjev pogosto prikazane v veliko manjšem obsegu kot svete figure; sprememba, ki jo je Dirk Kocks datiral v 14. stoletje, čeprav je v rokopisih mogoče najti starejše primere. Kasnejša konvencija je bila za figure približno tri četrtine velikosti glavnih figur. Od zgodnjih nizozemskih slikarjev iz 15. stoletja, kot je Jan van Eyck, so z različnimi stopnjami subtilnosti portretirali donatorja v prostor glavne scene oltarnih del v istem merilu kot glavne figure.
Primerljiv slog je mogoče najti v florentinskem slikarstvu iz istega obdobja, kot v Masaccievi Sveti Trojici (1425–28) v baziliki Santa Maria Novella, kjer pa so donatorji prikazani ko klečijo na pragu zunaj in pod glavno arhitekturno postavitvijo.  Ta inovacija pa se je v beneškem slikarstvu pojavila šele na prelomu naslednjega stoletja. Običajno glavni liki ignorirajo prisotnost vsiljivcev v pripovedne prizore, čeprav lahko razumevajoči svetniki položijo roko podpore na ramo na stranski plošči. Toda pri pobožnih predmetih, kot sta Madona in otrok, za katere je večja verjetnost, da so bili namenjeni domu donatorja, lahko glavne figure pogledajo ali blagoslovijo donatorja, kot je prikazal Memling.
Pred 15. stoletjem fizične podobnosti morda niso pogosto poskušali ali dosegli; upodobljeni posamezniki v nobenem primeru umetniku pogosto niso na voljo ali celo živi.  Do sredine 15. stoletja to ni več veljalo in donatorje, katerih druge podobnosti so preživele, lahko pogosto vidimo, da so skrbno upodobljeni, čeprav se, tako kot v zgoraj omenjenem Memlingu, hčere pogosto pojavljajo kot standardizirane lepotice v tedanjem slogu.
V pripovednih prizorih so jih začeli vdelovati v prizor, morda novost Rogierja van der Weydena, kjer jih je pogosto mogoče razlikovati po dragi sodobni obleki. V Firencah je že bila tradicija vključevanja portretov mestnih znamenitosti v množice prizorov (omenil jih je Leon Battista Alberti), Povorka Treh kraljev Benozza Gozzolija (1459–61), ki je bila zagotovo v zasebni kapeli Palazzo Medici Riccardi, kjer vlada glamurozna povorka, ki vsebuje več portretov Medičejcev in njihovih zaveznikov, kot jih je zdaj mogoče prepoznati. Do leta 1490, ko je bil končan veliki cikel fresk v kapeli Tornabuoni  Domenica Ghirlandaija, družinski člani in politični zavezniki Tornabuonijev v številnih figurah naselijo več prizorov, poleg običajnih klečečih portretov Giovannija Tornabuonija in njegove žene. John Pope-Hennessy je v pogosto citiranem odlomku karikiral italijanske donatorje iz 16. stoletja:
»modni skupni portret je rastel in rastel ... status in portretiranje sta se neločljivo prepletala in skoraj ničesar mecen ni bilo treba storiti, da bi se znašel v sliki; kamenjali bi ženske, ki so jih zasačili v prešuštvu, očistili bi jih po mučeništvu, stregli bi za mizo pri Emausu ali v farizejski hiši. Starca v zgodbi o Suzani sta bila redki figuri, ki jih ugledni Benečani niso želeli lažno predstavljati. ... edina možna situacija, ki je niso predvideli je, kaj se bo dejansko zgodilo, da bodo njihovi obrazi preživeli, imena pa se bodo zgubila«.
V Italiji so bili donatorji ali lastniki redko prikazani kot pomembne verske osebnosti, na dvorih Severne Evrope pa obstaja več primerov tega v poznem 15. in začetku 16. stoletja, večinoma na majhnih tablah, ki niso namenjene javnosti. Najbolj razvpita med njimi je upodobitev Agnès Sorel (umrla 1450), ljubice Karla VII. Francoskega kot Doječa Marija, na plošči  Jeana Fouqueta.
Portreti donatorjev v delih za cerkve in pretirano ugledna heraldika niso bili podprti s kleričnimi tolmači nejasnih odlokov o umetnosti  Tridentinskega koncila, na primer svetega Karla Borromejskega, vendar so dobro preživeli v obdobju baroka in se razvili posvetni ekvivalent v zgodovinskem slikarstvu, čeprav so bile tu pogosto glavne osebe, ki so dobile lastnosti naročnika. Zelo pozen primer starega nizozemskega formata triptiha z donatorji na krilnih ploščah je Rubensov Rockoxov triptih 1613–15, nekoč v cerkvi nad nagrobnim spomenikom donatorjev in zdaj v Kraljevem muzeju likovnih umetnosti v Antwerpnu. Na osrednji plošči je prikazan Nejeverni Tomaž, delo v celoti pa je dvoumno glede tega, ali so donatorji predstavljeni tako, da zasedajo isti prostor kot sveti prizor, z različnimi znaki v obeh smereh.
Nadaljnji posvetni razvoj je bil portret historié, kjer so se skupine portretirancev postavile kot zgodovinske ali mitološke figure. Ena najbolj znanih in presenetljivih skupin baročnih donatorskih portretov so moški člani družine Cornaro, ki sedijo v ložah, kot da bi v gledališču stopili na obe strani izklesane oltarne slike Gian Lorenza Berninija Ekstaza svete Tereze (1652). Te slike so izhajale iz fresk  Pellegrina Tibaldija že stoletje prej, ki uporabljajo isto domišljijo.
Čeprav so portreti donatorjev razmeroma malo raziskani kot izrazit žanr, je v zadnjih letih zanimanja več, v Italiji pa je razprava o njihovem odnosu do porasta individualizma z zgodnji renesansi in tudi o spremembah njihove ikonografije po črni smrti sredi 14. stoletja.

## Galerija
- Papež Honorij I. (umrl 638), mozaik v Sant'Agnese fuori le Mura v Rimu, nosi model cerkve, ki jo je zgradil.
- Donatorski portret iz 6. stoletja Anicia Juliana, bizantinske princese, ki je naročila iluminiran rokopis, znan kot Dunajski Dioskuridi.
- Vitraž, ki prikazuje Beatrice iz Falkenburga (umrla 1277) kot dobrotnico frančiškanov, je najstarejše ohranjeno vitražen portret donatorja (zbirka Burrell).
- Majhen donator z Marijo na prestolu in otrokom, ca 1335
- Križanje Giovannija di Paola z donatorjem Jacopom di Bartolomeom, imenovan v napisu in z grbom na levi.
- Mojster Vyšší Brod, boemski mojster, ok. 1350, z donatorjevim portretom Karla IV., ki drži miniaturno cerkev, saj je predvidoma plačal za celotno stavbo, ki ji je bila slika namenjena.
- Hans Memling; Marija dobronamerno pogleda na donatorja, ki ga je predstavil sveti Anton in ga blagoslovi otrok Jezus Kristus
- Geertgen tot Sint Jans, Vstajenje Lazarja, s petimi klečečimi portreti donatorjev (in morda njegovim psom). Zelo majhna deklica je bila morda dojenčkova smrt ali kasnejši dodatek družini in sliki.
- Andrea Mantegna Madonna della Vittoria (ok. 1496), s Francescom II. Gonzaga.
- Rubens, Rockoksov triptih, 1613–15
- Uspešni steklar in njegova družina iz leta 1596. Pet otrok s križi, je umrlo; dvojica v črno obrezanih belih oblačilih, očitno pred slikanjem, na drugih so bili križi verjetno dodani kasneje.[27]
- Donator kardinal Rolin v Kristusovem rojstvu, Mojster Moulins (Autun).